# Spring Tonic
Spring Tonic é um filme norte-americano de comédia de 1935 dirigido por  Clyde Bruckman e escrito por H.W. Hanemann, Patterson McNutt e Howard Irving Young.
Estrelado por Lew Ayres, Claire Trevor, Walter Woolf King, Jack Haley, ZaSu Pitts e Tala Birell, foi lançado em 19 de abril de 1935 pela Fox Film Corporation.

## Elenco
- Lew Ayres como Caleb Enix
- Claire Trevor como Bertha 'Betty' Ingals
- Walter Woolf King como José
- Jack Haley como Sykes
- ZaSu Pitts como Maggie Conklin
- Tala Birell como Lola
- Sig Ruman como Matt Conklin
- Frank Mitchell como Griffin Nasher
- Jack Durant como Cambridge Nasher
- Herbert Mundin como Thompson
- Henry Kolker como Mr. Enix
- Laura Treadwell como Mrs. Enix
- Douglas Wood como Mr. Ingalls
- Helen Freeman Corle como Mrs. Ingalls